# Ван-Бьюрен (тауншип, Миннесота)
Ван-Бьюрен (англ. Van Buren) — тауншип в округе Сент-Луис, Миннесота, США. На 2000 год его население составило 175 человек.

## География
По данным Бюро переписи населения США площадь тауншипа составляет 92,2 км², из которых 91,4 км² занимает суша, а 0,8 км² — вода (0,87 %).

## Демография
По данным переписи населения 2000 года здесь находились 175 человек, 66 домохозяйств и 48 семей. Плотность населения —  1,9 чел./км². На территории тауншипа расположено 89 построек со средней плотностью 1,0 построек на один квадратный километр. Расовый состав населения: 98,86% белых, 0,57% коренных американцев и 0,57% азиатов.
Из 66 домохозяйств в 33,3 % воспитывались дети до 18 лет, в 69,7 % проживали супружеские пары и в 25,8 % домохозяйств проживали несемейные люди. 21,2 % домохозяйств состояли из одного человека, при том 7,6 % из — одиноких пожилых людей старше 65 лет. Средний размер домохозяйства — 2,65, а семьи — 3,08 человека.
25,7 % населения — младше 18 лет, 6,9 % — в возрасте от 18 до 24 лет, 26,9 % — от 25 до 44, 28,0 % — от 45 до 64, и 12,6 % — старше 65 лет. Средний возраст — 40 лет. На каждые 100 женщин приходилось 127,3 мужчин. На каждые 100 женщин старше 18 приходилось 120,3 мужчин.
Средний годовой доход домохозяйства составлял 33 250 долларов, а средний годовой доход семьи —  39 063 доллара. Средний доход мужчин —  36 250  долларов, в то время как у женщин — 36 875. Доход на душу населения составил 16 509 долларов. За чертой бедности находились 11,1 % семей и 16,8 % всего населения тауншипа, из которых 17,5 % младше 18 и 46,7 % старше 65 лет.